# 中山太郎
中山太郎（日语：／ Nakayama Taro，1924年8月27日—2023年3月15日），日本政治人物、醫生。曾獲頒勳一等旭日大綬章、學位為醫學博士（大阪醫科大學）。
曾擔任外務大臣（第116・117代）、總理府總務長官（第30代）、沖繩開發廳長官（第11代）、眾議院憲法調査會長、眾議院議員（7期）、參議院議員（3期）、大阪府議會議員（4期）等職。
父親為戰前任眾議員、戰後當參議員的中山福藏。母親為日本首位女性大臣（厚生大臣）中山マサ。胞弟是曾任建設大臣之中山正暉、長子是第一三共常務董事兼CEO中山讓治、甥為眾議員中山泰秀。

## 事件

### 提出设立保安论坛建议
1991年7月，中山太郎在东合与七个对话伙伴国举行对话时，提出设立一个保安论坛的建议。日本建议召开高级官员会议，以讨论亚太区保安问题，然后提呈报告书给东合与七伙伴国对话会研究。日本主张东合和对话国应该互相交换所得。
针对该建议，时任马来西亚首相马哈迪·莫哈末认为，日本不应以加入东亚经济集团为条件，交换东合设立本区域保安论坛，或者将东合转为保安论坛。马哈迪说，东合可以讨论区域保安问题，不过不能成为只讨论保安问题的论坛。

## 荣誉
- 正三位
- 银杯一组（追赠，2023年4月7日批准[2]）

### 日本勋章奖章
- 勋一等旭日大绶章（1997年公布）

### 外国勋章奖章
- 天主教伊莎贝尔女王大十字勋章（西班牙语：Orden de Isabel la Católica）（西班牙，1980年10月23日批准[3]）：西班牙国王胡安·卡洛斯一世于1980年10月27日至31日对日本进行国事访问[4]。
- 莲花士勋章（印度，2002年1月公布[5]）
- 友谊勋章（俄罗斯，2002年12月于东京颁授[6]）

## 脚註
1. ↑  . 《星洲日报》. 1991年7月28日. （原始内容存档于2022年11月24日）.
2. ↑  （日語）. 時事通信社. 2023-04-07  [2023-07-18]. （原始内容存档于2023-07-18）.
3. ↑  （西班牙文）. Boletín Oficial del Estado. 1981-06-29  [2022-01-03]. （原始内容存档于2022-01-03）.
4. ↑  （日語） (报告). 外務省. 1981-09  [2022-01-03]. （原始内容存档于2022-01-03）.
5. ↑  . Ministry of Home Affairs.   [2021-08-10]. （原始内容存档于2021-08-10）.
6. ↑  （日語）. 公益財団法人日露医学医療交流財団.   [2021-08-10]. （原始内容存档于2021-12-04）.

## 外部連結
- 中山太郎オフィシャルサイト
- 中山太郎ブログ （页面存档备份，存于）

| 議會席位        | 議會席位                                     | 議會席位          |
| --------------- | -------------------------------------------- | ----------------- |
| 前任： 木村睦男 | 参議院議院運營委員長 第34代：1979年 - 1980年 | 繼任： 檜垣德太郎 |
| 前任： 加藤武德 | 參議院内閣委員長 1976年 - 1977年             | 繼任： 增原惠吉   |
| 官衔            |                                              |                   |
| 前任： 三塚博   | 外務大臣 第117・118代：1989年 - 1991年       | 繼任： 渡邊美智雄 |
| 前任： 小淵惠三 | 沖縄開發廳長官 第11代：1980年 - 1981年       | 繼任： 田邊國男   |
| 前任： 小淵惠三 | 總理府總務長官 第30代：1980年 - 1981年       | 繼任： 田邊國男   |
| 榮銜            |                                              |                   |
| 前任： 山中貞則 | 最年長衆議院議員 2004年 - 2009年             | 繼任： 沓掛哲男   |